# Alois Peitz
Alois Peitz (* 3. Mai 1932 in Saarbrücken) ist ein mehrfach ausgezeichneter deutscher Architekt und Hochschullehrer, der zahlreiche Bauten plante und Schriften veröffentlichte.

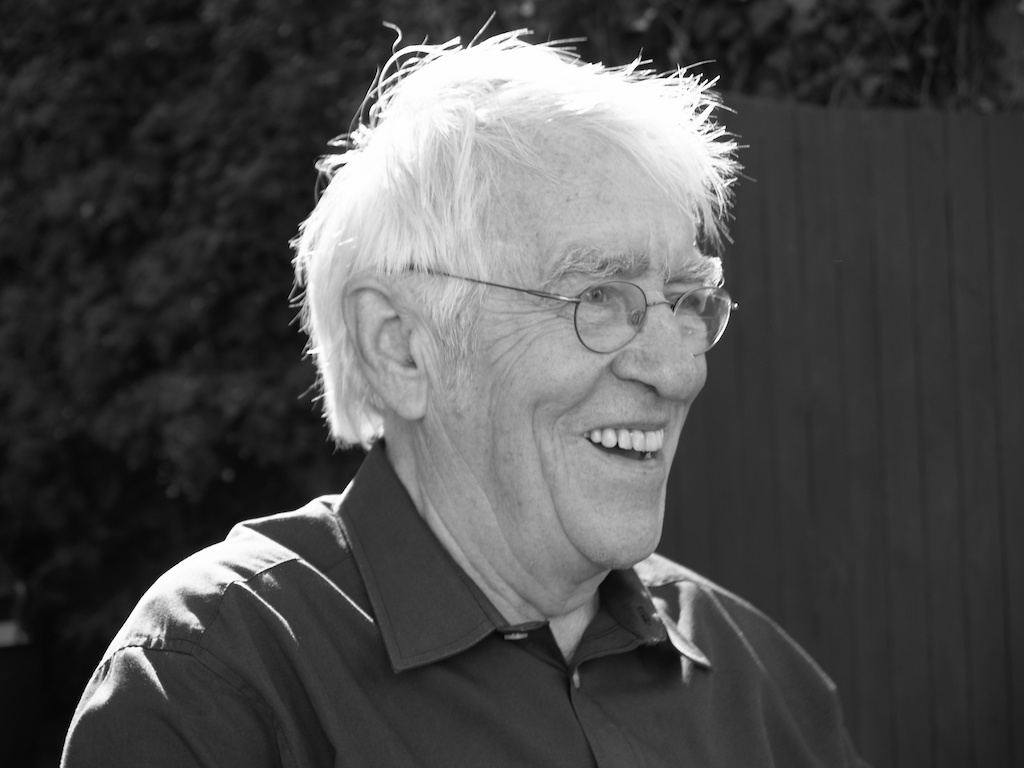
Prof. Alois Peitz

## Leben
Alois Peitz wurde in Saarbrücken als Sohn eines Schlossers geboren. Er studierte Architektur bei Hans Döllgast an der Technischen Hochschule München und erhielt 1959 sein Diplom. Döllgast und Romano Guardini bestärkten seinen kritischen Geist. Anschließend absolvierte er die große Staatsprüfung für den höheren technischen Dienst und wurde 1962 kommissarischer Leiter des Staatlichen Hochbauamtes Saarbrücken. Die Aufgabe als Diözesanarchitekt des Bistums Trier und Leiter der Hauptabteilung „Bau – Kunst – Technische Dienste“ im Bischöflichen Generalvikariat in Trier begleitete er von 1966 bis 1995. Der Bund Deutscher Architekten (BDA) berief ihn 1968 zum Mitglied.
Peitz nahm von 1988 bis 2007 Lehraufträge an der Fachhochschule Trier (heute: Hochschule Trier) im Fachbereich Innenarchitektur und Baudenkmalpflege sowie an der Hochschule Anhalt in Dessau wahr. Er hielt Gastvorlesungen an den Hochschulen in Erfurt, Saarbrücken, Stuttgart und Weimar. Seit seiner Pensionierung im Jahre 1995 ist er im In- und Ausland als beratender und planender Architekt tätig.
Darüber hinaus ist er Autor zahlreicher Beiträge in Büchern, Sammelwerken, Fachzeitschriften, Periodika, Werkberichten, Ausstellungskatalogen zu Themen der im Werkverzeichnis genannten Objekten sowie der Architektur-Philosophie.

## Ehrungen
- 1981: Preisträger des Europa Nostra Awards für „die hervorragende Rekonstruktion einer kriegszerstörten Kirche, und für die harmonische Einfügung neuer Gebäude zur Nutzung als Schule und für kulturelle Veranstaltungen“
- 1998: Professor h. c. der Fachhochschule Trier

## Werk

### Bauten
- Neubau Büro- und Wirtschaftsgebäude der Regierung des Saarlandes in Saarbrücken, 1962 bis 1966; Zusammenarbeit mit dem Staatlichen Hochbauamt Saarbrücken.
- Weinkellerei, Anlage der Bischöflichen Weingüter (Trier), 1966 bis 1969, Planung und Bauleitung: Diözesanbauamt Trier.
- Renovierung der Hohen Domkirche St. Peter zu Trier, 1966 bis 1974; Zusammenarbeit mit den Architekten Gottfried Böhm und Nikolaus Rosiny, Köln.
- Angela-Merici-Gymnasium in Trier, Neubau mit Einbeziehung der baulichen Reste einer historischen Klosteranlage, 1968 bis 1972; Zusammenarbeit mit: Ernst Alt, Saarbrücken; Ludwig Schaffrath, Alsdorf; Ulrich Henn, Leudesdorf/Eifel; Werner Persy, Bekond; Bodo Schramm, Köln.
- Neubau der Kirche und des Pfarrzentrums St. Monika in Überherrn/Saar, 1976 bis 1981; Zusammenarbeit mit Thomas Kluftinger, Saarbrücken; Theo Heiermann, Sürth bei Köln; Elmar Hillebrand, Bodo Schramm, Köln; Inge Andler-Laurenz, Völklingen; Inge Andler-Laurenz, Völklingen.
- Bischöfliches Dom- und Diözesanmuseum in Trier, Neubau mit Einbeziehung der baulichen Reste des Königlich Preußischen Gefängnisses, 1982 bis 1988; Zusammenarbeit mit Bodo Schramm, Köln.
- Ehemalige Reichsabtei St. Maximin in Trier, Entkernung, Sicherung und Renovierung zur Umnutzung, 1975 bis 1995; Zusammenarbeit mit Thomas Stahlheber; Gottfried Böhm und Dieter Georg Baumewerd; Ernst Steinacker, Schloss Spielberg/Mittelfranken.
- Renovierungen und Bauunterhalt der Benediktinerabtei Dormitio auf dem Berg Zion in Jerusalem, 1996 bis 2007; Zusammenarbeit mit Hubertus Hillinger, Susanne Hoffmann-Hillinger, Stephan Peitz, Mirjam Peitz, und Monica Pauly.
- Neubau eines Klosters der Benediktiner in Tabgha am See Genezareth 2007–2012 in Arbeitsgemeinschaft mit Architekt Hubertus Hillinger, Trier
- Betreuung aller kirchlichen Bauvorhaben im Bistum und des Bistums als Leiter der Hauptabteilung Bau, Kunst und Technische Dienste von 1966 bis 1995.

### Schriften
- Zwischen Himmel und Höhle. Über das Sinnliche in der Architektur in Trier und anderswo. Stiftung Baukultur Rheinland-Pfalz, Mainz 2002, ISBN 3-927517-22-4.
- Vom Gefängnis zum Museum (Werkbericht). In: Neues Trierisches Jahrbuch. Verein Trierisch, 1988, ISSN 0077-7765, S. 161–169.
- 30 Jahre Dom- und Diözesanmuseum in Trier. Der Ort und seine Geschichte. In: Neues Trierisches Jahrbuch. Band 60. Verein Trierisch, 2020, ISSN 0077-7765, S. 72–84.
- als Mitautor:
  - Leben in der Landschaft. Zur Gesundheit und Gesunderhaltung des Menschen. Einhorn-Presse, Reinbek 1985, ISBN 3-88756-401-4.
  - Die ehemalige Abteikirche St. Maximin in Trier. Geschichte - Renovierung - Umnutzung. Trier 1995, ISBN 3-9802385-6-3.
  - Horst Thomas (Hrsg.): Denkmalpflege für Architekten. Vom Grundwissen zur Gesamtleitung. Müller, Köln 1998, ISBN 3-481-01241-1.
  - Gestaltete Umbrüche. Kirchen im Bistum Münster zwischen Neugestaltung und Umnutzung. Münster 2007, ISBN 978-3-937961-69-9.

## Video
- OK54 - nachgefragt